# 鳥取県立境港総合技術高等学校
鳥取県立境港総合技術高等学校（とっとりけんりつ さかいみなとそうごうぎじゅつこうとうがっこう）は、鳥取県境港市竹内町にある県立高等学校。

## 概要
歴史
2003年（平成15年）に「鳥取県立境水産高等学校」・「鳥取県立境港工業高等学校」の2校と鳥取県立境高等学校家庭科学科を統合する形で水産・工業・商業・家庭学科を有する総合的な実業高等学校として開校。
設置課程・学科
全日制課程 5学科
- 海洋科（水産）
- 機械科（工業）
- 電気電子科（工業）
- 福祉科（福祉）- 介護コース・ボランティアコース
- 食品・ビジネス科（水産）- 食品コース・ビジネスコース　2011年（平成23年）より。食品科（水産）およびビジネス科（商業）（ともに2013年（平成25年）3月に廃止）を統合。
  - サバの味付け缶詰づくりの実習は、境水産高校時代から半世紀以上の伝統がある。

校訓
「友愛・創造・自律」
学びの目標
- 一 私たちは個々の持つ個性、適性、可能性を最大限に開花させることを目指します。
- 一 私たちは自主・自立の精神を持ち、努力と挑戦をあきらめず、創造性豊かなたくましい人間を目指します。
- 一 私たちは他者を思いやり、人の立場に立ち、人のためにつくすことのできるよき社会人を目指します。
- 一 私たちは日進月歩の実社会を生き抜く確かな知識と技術を身につけ、新しい21世紀の世界を切り開く人間を目指します。
- 一 私たちは自然に親しみ、地球環境を大切にし、自然の恵みを生かす人間を目指します。
- 一 私たちは地域に信頼され、地域の特性を生かして成長し、世界に大きくはばたく人間を目指します。

校章
開校当初に設置された6学科（海洋・食品・機械・電気電子・ビジネス・福祉）を象徴する六芒星を背景にして、校名の「境港（Sakai-minato）」と「総合技術（Sogo-gijutsu）」両方の頭文字を表す「S」の文字を中心に置いている。
校歌
作詞は甲斐清明、作曲は木下晶夫による。歌詞は3番まであり、各番に校名の「境港総合技術」が登場する。

## 沿革
水産高等学校時代
- 1946年（昭和21年）4月1日 - 西伯郡余子村に「鳥取県立水産学校」が開校。漁撈科と製造科の2科を設置。
- 1948年（昭和23年）4月1日 - 学制改革（六・三・三制の実施、新制高等学校の発足）
  - 水産学校が廃止され、新制高等学校「鳥取県立余子[注釈 1]水産高等学校」が発足。
- 1949年（昭和24年）4月1日 - 高校三原則に基づく鳥取県内公立高校の再編が行われる。
  - 鳥取県立境第一高等学校（男子校）・境第二高等学校（女子校）の2校と統合され「鳥取県立境高等学校 水産科」となる。
  - 練習船「朝凪丸」（木造13トン、焼玉機関20馬力）を進水。
- 1951年（昭和26年）4月 - 西伯郡境町上道に移転。
- 1953年（昭和28年）
  - 4月1日 - 無電別科を設置。
  - 11月1日 - 鳥取県立境高等学校より分離し、「鳥取県立境水産高等学校」として独立。
- 1954年（昭和29年）2月 - 練習船「わかとり」（木造32トン、ディーゼル機関120馬力）が完成。
- 1955年（昭和30年）
  - 4月1日 - 無電別科を2年課程とする。
  - 8月 - 実習船「こばと」（木造4トン、ディーゼル機関12.5馬力）が完成。
- 1958年（昭和33年）4月1日 - 無電別科を廃止し、3年制の無線通信課程を設置。
- 1961年（昭和36年）
  - 4月1日 - 機関科を設置。漁撈科を漁業科と改称。
  - 11月 - カッター（7m）を2隻建造。
- 1962年（昭和37年）4月 - 制服をチュニックに改定。
- 1964年（昭和39年）
  - 1月 - 実習船「若鳥丸」（鋼製273トン、ディーゼル機関550馬力）が完成。
  - 4月1日 - 本科3年卒業者を対象にした専攻科（修業年限2年／漁業科・機関科）を設置。
- 1965年（昭和40年）
  - 3月 - 実習船「わかたか」（4.73トン、20馬力）が完成。
  - 10月 - カッター（9m）を2隻建造。
- 1966年（昭和41年）4月1日 - 漁業科に「航海コース」・「漁業経営コース」の2コースを設置。
- 1967年（昭和42年）4月1日 - 水産製造科に「機械コース」・「食品コース」の2コースを設置。
- 1969年（昭和44年）12月 - 実習船「第2若鳥丸」（鋼製238.6トン、ディーゼル機関1,000馬力）が完成。
- 1971年（昭和46年）4月1日 - 漁業科を海洋科に、水産製造科を食品製造科に改称。
- 1974年（昭和49年）
  - 4月1日 - チュニックの制服をJIS規格の学生服に改定。
  - 4月 - 境港市中野町に新校舎が完成し、全面移転を完了。
- 1975年（昭和50年）3月 - 「若鳥丸」の代船（鋼製474.92トン、ディーゼル機関1,300馬力）が完成。
- 1976年（昭和51年）
  - 3月 - 「第2若鳥丸」を廃止。
  - 11月 - 同窓会館「拓水会館」が完成。
- 1977年（昭和52年）4月1日 - 商業科を設置。
- 1978年（昭和53年）3月 - 小型実習船「わかたか」（FRP製19.25トン、ディーゼル160馬力）が完成。
- 1982年（昭和57年）4月1日 - 海洋科の航海コースを「海洋漁業コース」に、漁業経営コースを「栽培漁業コース」にそれぞれ改称。
- 1986年（昭和61年）4月1日 - 無線通信科に「通信コース」・「情報技術コース」を、機関科に「機関コース」・「機械コース」のそれぞれ2コースを設置。
- 1987年（昭和62年）3月 - カッター（9m、FRP製）を1隻建造。
- 1988年（昭和63年）7月 - 実習船「若鳥丸」の代船（鋼製273トン、ディーゼル1,300馬力）が完成。
- 1989年（平成元年）4月1日 - 専攻科の募集を停止。
- 1990年（平成2年）3月31日 - 専攻科を廃止。
- 1991年（平成3年）4月1日 - 商業科を情報事務科に改編。
- 1992年（平成4年）4月1日 - 水産に関する学科を改編。
  - 海洋科・無線通信科・機関科を「海洋工学科」（海洋生産コース・海洋機関コース）・「情報通信科」（情報通信コース・水産機械コース）に改編。
  - 食品製造科を「食品科学科」（食品製造コース・食品流通コース）に改編。
- 1996年（平成8年）4月1日 - 情報事務科の募集を停止。食品科学科を「食品経済科」に改編。
- 1997年（平成9年）2月 - 小型実習船「わかたか」（FRP製19トン、ディーゼル770馬力）が完成。
- 1998年（平成10年）3月31日 - 情報事務科を廃止。
- 1999年（平成11年）3月 - カッター（9m、FRP製）を1隻建造。
- 2003年（平成15年）
  - 3月 - 海洋練習船「若鳥丸」（鋼鉄製516トン、ディーゼル1471kW）が完成。
  - 4月1日 - 鳥取県立境港総合技術高等学校の新設により、生徒募集を停止。
- 2005年（平成17年）3月31日 - 閉校。

工業高等学校時代
- 1963年（昭和38年）4月1日 - 「鳥取県立境港工業高等学校」が開校。校舎が完成するまでの間、鳥取県立米子工業高等学校に併設の形をとる。
- 1964年（昭和39年）2月20日 - 新校舎が完成し移転を完了。
- 1982年（昭和57年）- 創立20周年を記念し、同窓会館が完成。
- 1990年（平成2年）4月1日 - 学科改編を実施し、機械科を「電子機械科」、電気科を「電子電気科」、電子科を「電子情報科」とする。建築科はそのままとする。
- 1997年（平成9年）- 中国河南師範大学との国際交流を開始。
- 2002年（平成14年）11月 - 新体育館が完成。
- 2003年（平成15年）4月1日 - 鳥取県立境港総合技術高等学校の新設により、生徒募集を停止。
- 2005年（平成17年）3月31日 - 閉校。

統合
- 1998年（平成10年）3月20日 - 鳥取県教育委員会により「高等学校教育改革基本計画」が策定される。
  - 鳥取県西部地区に新しいタイプの学校として、水産・工業・商業・家庭の4学科を併設した総合選択制高校の設置が計画される。
- 1999年（平成11年）3月20日 - 鳥取県教育委員会が「高等学校教育改革基本計画（第一次）」を策定。
- 2000年（平成12年）3月19日 - 鳥取県教育委員会が「高等学校教育改革実施計画」を策定。
- 2001年（平成13年）- 学びの目標、校訓、校章、校歌、制服デザイン等が決定される。
- 2003年（平成15年）
  - 1月1日 - 上記2校が統合され、「鳥取県立境港総合技術高等学校」（現校名）が設置される。
  - 4月1日 - 開校。鳥取県立境高等学校より家庭科学科が移管され、福祉科とする。
  - 4月8日 - 第1回入学式・開校式を挙行。
- 2004年（平成16年）
  - 3月24日 - 教室・海洋・福祉棟が完成。
  - 5月31日 - 自動車整備棟が完成。
  - 10月7日 - 海洋実習棟が完成。
- 2005年（平成17年）
  - 3月29日 - 部室棟が完成。
  - 5月25日 - 食品加工実習棟が完成。
- 2006年（平成18年）4月1日 - 家庭学科福祉科から福祉学科福祉科へ学科を改編。
- 2011年（平成23年）4月1日　- 食品科とビジネス科の募集を停止。両科を統合し「食品・ビジネス科」とする。
- 2013年（平成25年）3月31日 - 食品科とビジネス科を廃止。

## 部活動
運動部
- 陸上競技部
- 駅伝部
- ハンドボール部
- バスケットボール部
- バレーボール部
- 硬式野球部
- 硬式テニス部
- ソフトテニス部
- サッカー部
- ボクシング部
- 空手道部
- 柔道部
- 剣道部
- 弓道部
- スキー部
- 卓球部
- バドミントン部
- 山岳部
- ヨット部
- ソフトボール同好会

文化部
- 茶華道部
- 演劇部
- 写真部
- 美術部
- 吹奏楽部
- 囲碁・将棋部
- JRC部
- 簿記部
- ワープロ同好会
- コーラス同好会
- 吟詠剣詩舞同好会
- ロボット相撲同好会
- ものづくり同好会
- 和太鼓同好会
- 社会問題研究同好会
- 漫画研究同好会
- マイコンカー同好会
- 自動車部
- 氷温研究同好会